# Vogelius (Adelsgeschlecht)

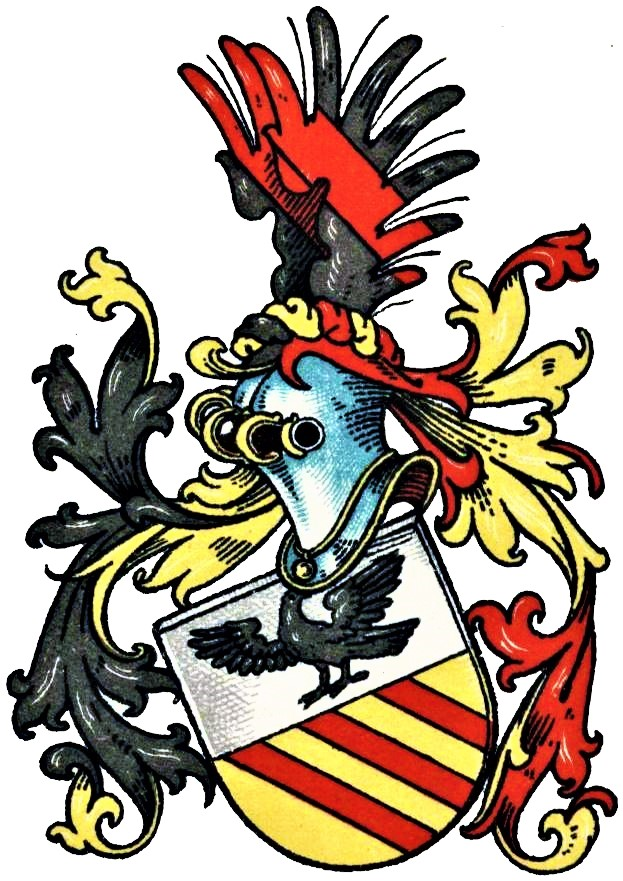
Wappen der Vogelius (von Schildeck) (1707) im Wappenbuch des Westfälischen Adels

Vogelius bzw. Vogelius von Schildeck ist der Name eines westfälischen Adelsgeschlechts.

## Geschichte
Das Geschlecht gehörte wegen des Gutes Pömbsen, heute ein Ortsteil von Bad Driburg, und einem Zehnten zu Wintrup zu den Lippischen Vasallen. Außerdem besaß die Familie Gut Wandschicht bei Salzkotten.
Die Familie wurde am 10. September 1707 unter dem Namen „Vogelius von Schildeck“ in den Reichsadelsstand erhoben. Gerhard Georg Wilhelm von Vogelius erhielt 1744 den rittermäßigen Adelsstand. 1758 folgte für die Familie das Freiherrenprädikat.

## Persönlichkeiten
- Gerhard Georg Wilhelm von Vogelius (1708–1755), fürstbischöflich paderbornischen Vizekanzler und späterer Reichskammergerichtsbeisitzer
- Ignatius Ferdinand von Vogelius (1740–1784), Freiherr, Rechtsgelehrter, Geheimer Rat

## Wappen
- Blasonierung des Wappens von 1707: Silber über Gold geteilt. Oben ein auf der Teilungslinie stehender schwarzer auffliegender Vogel, unten drei rote Schrägrechtsbalken. Auf dem rot-golden bewulsteten Helm ein schwarzer Flug, die Flügel mit den roten Schrägrechtsbalken belegt. Die Helmdecken sind rechts schwarz-golden und links rot-golden.[6]
- Blasonierung des Wappens von 1744: Quadriert. Feld 1 in Silber auf grünem Dreiberg ein auffliegender Vogel; Feld 2 in Rot eine mit sechs (3:2:1) blauen Eiern belegte goldene Schüssel; Feld 3 in Gold eine rote Rose; Feld 4 in Blau drei (2:1) grüne Rosen. Auf dem gekrönten Helm ein offener schwarzer Flug, dazwischen eine rote Rose. Die Helmdecken sind rechts golden-silbern und links blau-silbern.[6]
- Blasonierung des Freiherrenwappens von 1758: Quadriert mit einem silbernen Herzschild, in welchem auf grünem Dreiberg ein rechtsgewandter, sich umschauender schwarzer Vogel; Felder 1 und 4 in Blau drei (2:1) rote Rosen; Feld 2 in Rot eine goldene Schüssel mit sechs (3:2:1) blauen Eiern belegt; Feld 3 in Gold eine rote Rose. Zwei gekrönte Helme: I. offener schwarzer Flug, dazwischen die rote Rose schwebend; II. auffliegender schwarzer Vogel. Die Helmdecken sind recht blau-golden und links blau-silbern.[6]

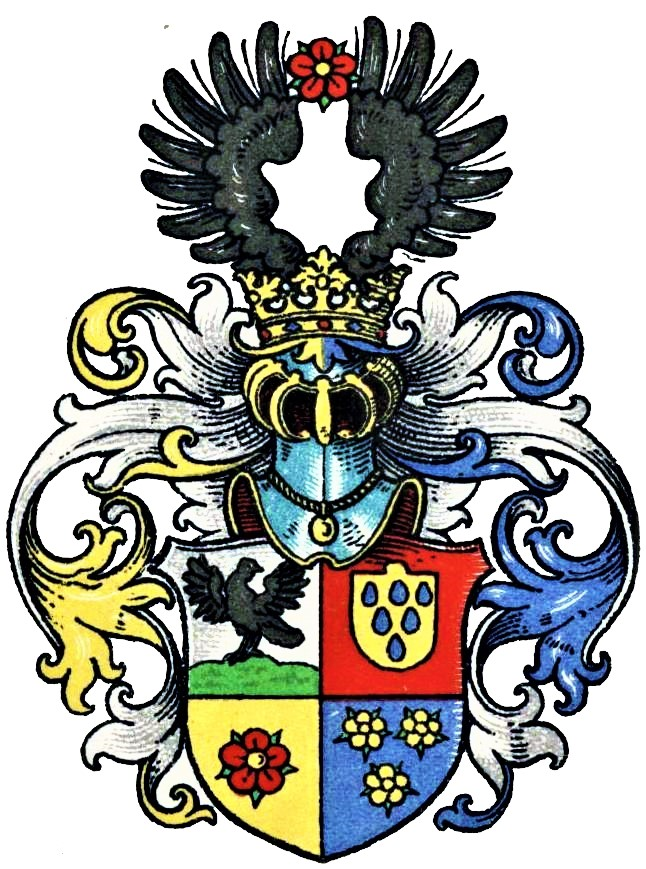
Wappen derer von Vogelius (1744)
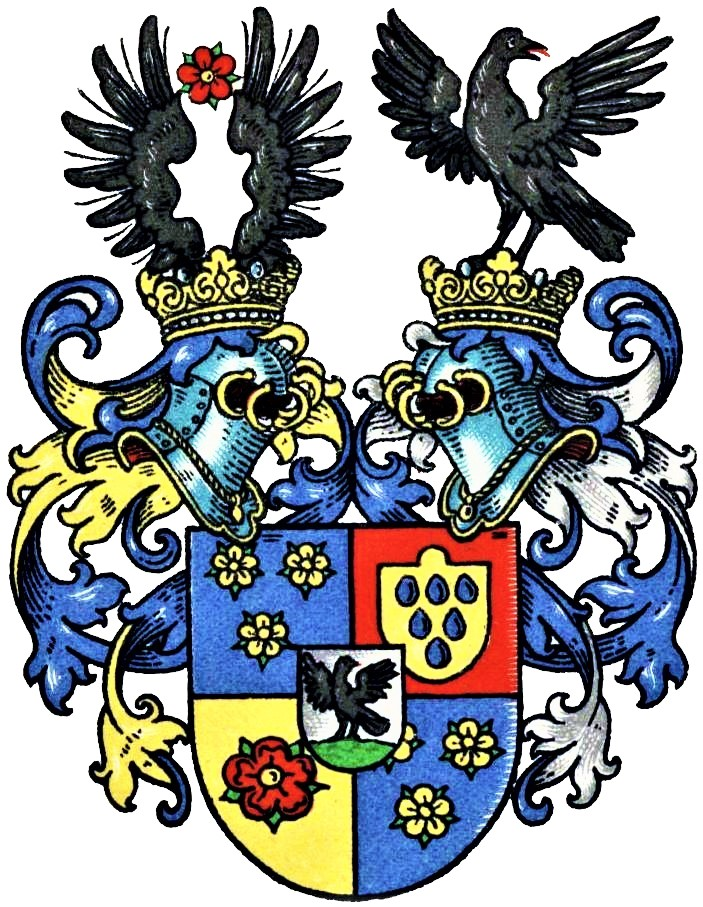
Wappen der Freiherren von Vogelius (1758)
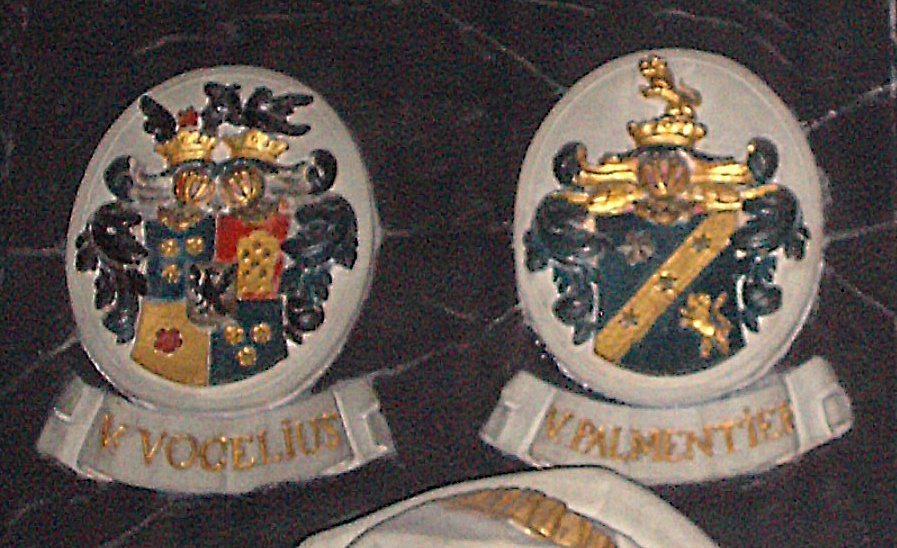
Wappen vom Epitaph des Ignatius Ferdinand von Vogelius (1740–1784) in der Liebfrauenkirche zu Worms